# Mitsuko Uchida
Mitsuko Uchida (内田 光子?, Uchida Mitsuko; Atami, 20 dicembre 1948) è una pianista giapponese.

## Biografia
Nata in una cittadina sulla costa nelle vicinanze di Tokyo, si trasferì a Vienna all'età di dodici anni insieme ai genitori, che erano diplomatici.
Si iscrisse all'Università per la musica e le arti interpretative di Vienna dove studiò con Wilhelm Kempff e Stefan Askenase.
Nel 1969 vinse il primo premio del concorso internazionale dedicato a Beethoven a Vienna e nel 1970 il secondo premio nel Concorso internazionale Frédéric Chopin.
Poi, nel 1975, conquistò il secondo premio nel Concorso pianistico internazionale di Leeds.
Per il Teatro La Fenice di Venezia nel 1975 esegue il Concerto per pianoforte e orchestra, nel 1999 nella Scuola Grande di San Giovanni Evangelista tiene un recital e nel 2003 tiene un concerto nel Teatro Malibran eseguendo tre Sonate di Ludwig van Beethoven.
È un'interprete di successo delle opere di Mozart, Beethoven, Schubert e Chopin.
Ha inciso l'intera serie delle sonate per pianoforte di Mozart (grazie a cui ha vinto un Gramophone Award) e i concerti per pianoforte con la English Chamber Orchestra, diretta da Jeffrey Tate.
Si è inoltre distinta per l'interpretazione delle opere della Seconda scuola di Vienna.
Si è esibita con Dame Felicity Lott nella stagione 2005-06 dell'Orchestra di Cleveland.
È direttore artistico della Marlboro Music School and Festival.
Uchida risiede a Londra con suo marito.

## Discografia parziale
- Beethoven, Conc. pf. n. 1-5/Var. do min. WoO 80 - Uchida/Sanderling/Bayer. RSO, 1994/1998 Philips
- Beethoven, Son. pf. n. 28, 29 - Uchida, 2007 Philips
- Beethoven, Son. pf. n. 30-32 - Uchida, 2005 Philips
- Debussy, Studi n. 1-12 - Uchida, 1989 Philips
- Mozart, Son. pf. n. 1-18 - Uchida, 1988 Philips
- Mozart, Conc. pf. n. 5, 6, 8, 9, 11-27 - Uchida/Tate/ECO, 1993 Philips
- Mozart, Conc. pf. n. 9, 21 - Uchida/Cleveland Orch., 2012 Decca
- Mozart, Conc. pf. n. 17, 25 - Uchida/Cleveland Orch., 2016 Decca
- Mozart, Conc. pf. n. 18, 19 - Uchida/Cleveland Orch., 2014 Decca
- Mozart, Conc. pf. n. 20, 27 - Uchida/Cleveland Orch., 2010 Decca
- Mozart, Conc. pf. n. 23, 24 - Uchida/Cleveland Orch., 2008 Decca - Miglior interpretazione solista di musica classica con orchestra (Grammy) 2011
- Mozart, Son. vl. e pf. K. 303, 304, 377, 526 - Uchida/Steinberg, 2004 Decca
- Mozart Berg, Seren. K. 361 Gran partita/Kammerkonzert - Uchida/Boulez/Tetzlaff, 2008 Decca
- Schoenberg Berg Webern, Conc. pf. op. 42/Pezzi pf. op. 11, 19/Var. op. 27 - Uchida/Boulez/Cleveland Orch., 1998/2000 Philips
- Schubert, Mitsuko Uchida plays Schubert - Uchida, 1997/2001 Philips
- Schumann, Kreisleriana/Carnaval - Uchida, 1994 Philips
- Schumann, Waldszenen/Son. per pf. n. 2/Gesänge der Frühe - Uchida, 2013 Decca
- Schumann Berg, Liederkreis op. 24/Frauenliebe und Leben/7 Lieder - Röschmann/Uchida, 2015 Decca - Grammy Award for Best Classical Vocal Solo 2017

## DVD & Blu-Ray parziale
- Mozart, Conc. pf. n. 13, 20 - Uchida/Camerata Salzburg, regia Horant H. Hohlfeld, 2001, Deutsche Grammophon